# Grã-Bretanha nos Jogos Olímpicos de Verão de 1904
O Reino Unido não enviou uma delegação para os Jogos Olímpicos de Verão de 1904, em Saint Louis, Estados Unidos.  Vários eventos foram disputados, dos quais apenas alguns foram posteriormente reconhecidos pelo COI como eventos olímpicos oficiais. Com isso, dois atletas representando a Irlanda participaram, ganhando uma medalha de ouro e uma de prata.  Como a Irlanda era parte do Reino Unido, o COI classifica esses atletas como britânicos.

## Resultados por Evento

### Atletismo
Atletismo nos Jogos Olímpicos de Verão de 1904
| Evento                     | Posição | Atleta    | Final        |
| -------------------------- | ------- | --------- | ------------ |
| 2590 metros com obstáculos | 2º      | John Daly | Desconhecido |

| Evento            | Posição | Atleta        | Pontuação |
| ----------------- | ------- | ------------- | --------- |
| Decatlo masculino | 1º      | Tom Kiely     | 6036      |
| Decatlo masculino | 4º      | John Holloway | 5273      |